# IC 1762
IC 1762 је спирална галаксија у сазвјежђу Пећ која се налази на листи објеката дубоког неба у Индекс каталогу.
Деклинација објекта је - 33° 14' 23" а ректасцензија 1h 57m 48,6s. Привидна величина (магнитуда) објекта IC 1762 износи 13,6 а фотографска магнитуда 14,4. Налази се на удаљености од 67,127 милиона парсека од Сунца. IC 1762 је још познат и под ознакама ESO 354-17, MCG -6-5-15, IRAS 01555-3329, PGC 7393.